# فارزي (بافيا)
فارزي (بالإيطالية: Varzi)‏ هي بلدة تقع في مقاطعة بافيا بإقليم لومبارديا في شمال إيطاليا. تبلغ مساحة هذه المدينة 58.8 (كم²)، وترتفع عن سطح البحر 426 م، بلغ عدد سكانها 3515 نسمة في عام 2004 حسب إحصاء المعهد الوطني للإحصاء.

## السكان
في سنة 1861 بلغ عدد السكان 4٬568 نسمة، وتطور العدد ليصل في سنة 2011 لـ 3٬405 نسمة.
يظهر هذا المخطط البياني تطور النمو السكاني لـ فارزي (بافيا)

## وصلات خارجية
- الموقع الرسمي